# The Monster Show
A The Monster Show a Lordi finn együttes 2005-ben megjelent albuma. A lemez a 2002-ben kiadott Get Heavy, és a 2004-ben kiadott The Monsterican Dream nevű albumok számaiból, egy 12 dalból álló válogatáslemez.
Ez volt az utolsó stúdióalbuma a Lordinak Kalma és Enary tagságaként. A basszusgitáros és a billentyűs még ugyanebben az évben kilépett.
A zenekar a két kiadott albumukról a legjobb dalaikat tették föl erre az albumra, és párosult hozzá, egy bónusz DVD is.

## Tartalma
1. Theatrical Trailer
2. Bring It On (The Raging Hounds Return)
3. Blood Red Sandman
4. My Heaven Is Your Hell
5. Would You Love a Monsterman?
6. Devil Is A Loser
7. Icon of Dominance
8. The Children of the Night
9. Shotgun Divorce
10. Forsaken Fashion Dolls
11. Wake the Snake
12. Rock the Hell Outta You

### Bonus-DVD: videóklipek
1. Would You Love a Monsterman? (2002)
2. Devil Is A Loser (2003)
3. Blood Red Sandman(2004)

## Közreműködött
- Mr. Lordi: ének
- Amen: gitár
- Kalma: basszusgitár, vokál
- Kita: dob, vokál
- Enary: billentyű

## Kislemezek az albumról
- Blood Red Sandman (Promo 2004)

## Külső hivatkozások
- www.lordi.fi